# Жихарева, Елена Ивановна
Елена Ивановна Жихарева (родилась 8 июля 1974 года) — российская футболистка, защитница.

## Биография
Обладательница 1 разряда по футболу. На профессиональном уровне в чемпионате России играла за клубы «Лада», «Рязань-ТНК», «Надежда» (Ногинск), в последнем была капитаном команды. С 2010 года игрок «Мордовочки». Признавалась одной из 33 лучших футболисток чемпионата России 1992, 2002, 2003 и 2006 годов. За сборную России выступала с 1993 года, была в заявке на чемпионате Европы 2001 года.